# Cathédrale de Ruvo di Puglia
La cathédrale de Ruvo di Puglia est une église catholique romaine de Ruvo di Puglia, en Italie. Il s'agit d'une cocathédrale du diocèse de Molfetta-Ruvo-Giovinazzo-Terlizzi.
La construction de la cathédrale fut commanditée au XIIe siècle par Robert II de Bassonville, un important baron du royaume de Sicile.